# Silvano Tomasi

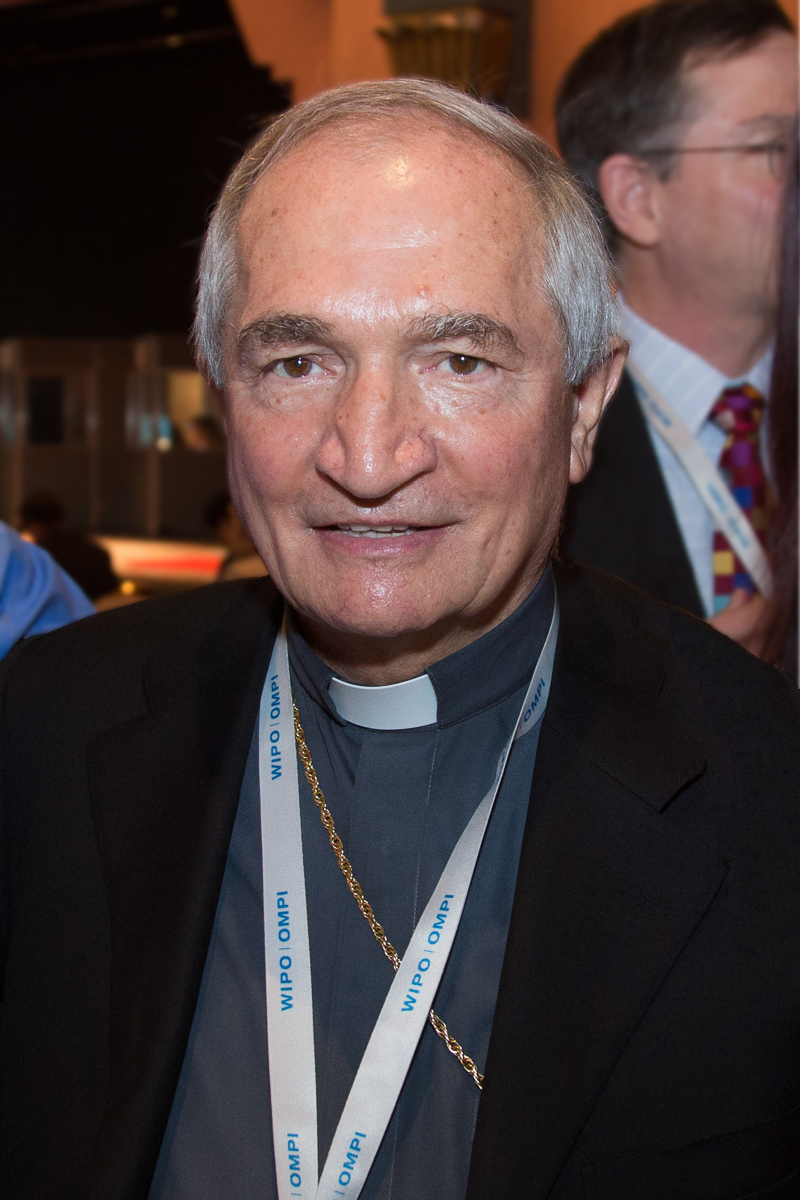
Erzbischof Silvano Tomasi im Juni 2013 in Marrakesch

Kardinalswappen

Silvano Maria Kardinal Tomasi CS (* 12. Oktober 1940 in Casoni, Venetien) ist ein italienischer Geistlicher, emeritierter Erzbischof und Diplomat des Heiligen Stuhls.

## Leben
Silvano Tomasi trat der Ordensgemeinschaft der Scalabrini-Missionare bei und empfing am 31. Mai 1965 durch den New Yorker Weihbischof Joseph Maria Pernicone das Sakrament der Priesterweihe.
Am 27. Juni 1989 wurde er zum Sekretär des Päpstlichen Rates der Seelsorge für die Migranten und Menschen unterwegs ernannt.
Papst Johannes Paul II. ernannte ihn am 27. Juni 1996 zum Titularerzbischof von Cercina und zum Apostolischen Nuntius in Äthiopien und Eritrea. Am 17. August 1996 empfing er durch Kardinalstaatssekretär Angelo Sodano die Bischofsweihe; Mitkonsekratoren waren der Präsident des Päpstlichen Rates der Seelsorge für die Migranten und Menschen unterwegs, Erzbischof Giovanni Cheli, und der Bischof von Treviso, Paolo Magnani.
Am 24. April 1999 wurde er zum Titularerzbischof des auf seine Heimatregion zurückgehenden Titularbistums Acelum ernannt. Am 23. Dezember 2000 ernannte ihn Papst Johannes Paul II. zusätzlich zum Apostolischen Nuntius in Dschibuti.
Der Papst ernannte ihn am 10. Juni 2003 zum Ständiger Beobachter des Heiligen Stuhls beim Büro der Vereinten Nationen in Genf und der Welthandelsorganisation. Mit der Ernennung seines Nachfolgers Ivan Jurkovič am 13. Februar 2016 endete diese Tätigkeit.
Am 9. April 2016 wurde er zum Mitglied des Päpstlichen Rates für Gerechtigkeit und Frieden ernannt. Papst Franziskus ernannte ihn mit Wirkung vom 1. Januar 2017 zum delegierten Sekretär des neuerrichteten Dikasteriums für die ganzheitliche Entwicklung des Menschen, in dem auch der Päpstliche Rat für Gerechtigkeit und Frieden aufging.
Am 1. November 2020 ernannte ihn Papst Franziskus zu seinem Sonderbeauftragten für den Souveränen Malteserorden. Im Konsistorium vom 28. November 2020 nahm ihn Papst Franziskus als Kardinaldiakon mit der Titeldiakonie San Nicola in Carcere in das Kardinalskollegium auf; wegen seines Alters ist er nicht berechtigt, an einer Papstwahl teilzunehmen. Die Besitzergreifung seiner Titeldiakonie fand am 23. Januar 2021 statt.